# 海林市
海林市（かいりん-し）は中華人民共和国黒竜江省牡丹江市に位置する県級市。市人民政府の駐地は海林鎮。

## 地理
黒竜江省東南部の張広才嶺の東麓に位置する。牡丹江へとつながる蓮花ダムがあるが蓮花水力発電所の設備も兼ねている。

## 歴史
1948年9月、新海県及び五林県が合併し海林県が成立、松江省の管轄とされた。1954年、黒竜江省に移管された。1956年3月、海林県は廃止され、寧安県及び林口県に統合されたが、1962年10月に海林県が再置されている。1992年に県級市に改編された。

## 行政区画
7鎮、1民族鎮を管轄：
- 鎮：海林鎮、長汀鎮、横道鎮、山市鎮、柴河鎮、二道鎮、三道鎮
- 民族鎮：新安朝鮮族鎮

## 交通

### 鉄道
- 中国鉄路総公司
  - 中国鉄路ハルビン局集団公司
    - 哈牡旅客専用線（ハルビン方面）- 横道河子東駅（中国語版） - 海林北駅（中国語版） -（牡丹江方面）
    - 浜綏線（ハルビン方面）- 治山駅（中国語版） - 横道河子駅（中国語版） - 道林駅（中国語版） - 青嶺子駅（中国語版） - 山市駅（中国語版） - 奇峰駅（中国語版） - 敖頭駅（中国語版） - 海林駅 -（牡丹江方面）
    - 図佳線（牡丹江方面）- 柴河駅（中国語版） -（ジャムス方面）
    - 火竜溝線（中国語版） 敖頭駅（中国語版） - 長汀鎮駅（中国語版）

### 道路
- 高速道路
  - 綏満高速道路
- 国道
  -  G301国道

## 健康・医療・衛生
- 海林市人民医院
- 海林市紅十字医院